# 2. Frauen-Bundesliga 2020/21
Die Saison 2020/21 war die 17. Spielzeit der 2. Bundesliga im Frauenfußball. Sie begann am 4. Oktober 2020 und endete am 27. Juni 2021 mit dem Relegations-Rückspiel, wobei ursprünglich der 23. Mai als letzter Spieltag angesetzt wurde.
Aufgrund des ausgesetzten Abstiegs in der Vorsaison wegen der COVID-19-Pandemie spielten 19 statt der 14 vorgesehenen Mannschaften in der Liga. In einer Konferenz mit den Vereinen wurden zwei Spielsysteme zur Diskussion gestellt. Die Mehrheit der Vereine befürwortete eine erneute Aufteilung der Liga in eine Nord- und eine Südstaffel. Dem Votum folgte dann der DFB. Um in zwei Jahren wieder auf die Sollstärke von 14 Mannschaften zu kommen, gab es sechs direkte Absteiger.
Die Saison wurde jedoch durch die Pandemie, ebenso wie die Vorsaison, früh unterbrochen. Nach drei Spieltagen wurden bis zur Winterpause keine Spiele mehr durchgeführt. Der Spielbetrieb wurde am 20./21. März wieder aufgenommen.

## Teilnehmer

### Mannschaften
Für die 2. Frauen-Bundesliga 2020/21 qualifizierten sich folgende Mannschaften:
- Die beiden direkten Absteiger aus der Bundesliga 2019/20.
  -  FC Carl Zeiss Jena (vormals FF USV Jena)
  -  1. FC Köln

- Die zwölf Mannschaften, die in der Saison 2019/20 nicht aufgestiegen waren.
  -  VfL Wolfsburg II
  -  TSG 1899 Hoffenheim II
  -  Borussia Mönchengladbach
  -  FC Ingolstadt 04
  -  1. FFC Turbine Potsdam II
  -  FC Bayern München II
  -  FSV Gütersloh 2009
  -  BV Cloppenburg
  -  SG 99 Andernach
  -  1. FC Saarbrücken
  -  Eintracht Frankfurt II (vormals 1. FFC Frankfurt II)
  - Arminia Bielefeld

- Die Aufsteiger aus der Fußball-Regionalliga 2019/20
  -  SpVg Berghofen
  -  Borussia Bocholt
  -  RB Leipzig
  -  1. FFC 08 Niederkirchen
  -  Würzburger Kickers (vormals SC Würzburg)

### Spielstätten
| Verein                    | Stadion                          | Kapazität |
| ------------------------- | -------------------------------- | --------- |
| VfL Wolfsburg II          | VfL-Stadion am Elsterweg         | 17.600    |
| SG 99 Andernach           | Stadion am Bassenheimer Weg      | 15.220    |
| Borussia Mönchengladbach  | Grenzlandstadion                 | 10.000    |
| 1. FC Saarbrücken         | Stadion Kieselhumes              | 6.000     |
| Eintracht Frankfurt II    | Stadion am Brentanobad           | 5.650     |
| 1. FC Köln                | Franz-Kremer-Stadion             | 5.457     |
| BV Cloppenburg            | M&P Baudesign Arena              | 5.001     |
| FSV Gütersloh 2009        | Tönnies-Arena, Rheda-Wiedenbrück | 3.562     |
| RB Leipzig                | Stadion am Bad, Markranstädt     | 3.500     |
| FC Bayern München II      | Sportpark Aschheim               | 3.000     |
| Arminia Bielefeld         | EDImedienArena                   | 2.500     |
| Borussia Bocholt          | Schröer-Consulting-Arena         | 2.500     |
| TSG 1899 Hoffenheim II    | Ensinger-Stadion, St. Leon-Rot   | 2.000     |
| 1. FFC Turbine Potsdam II | Sportforum in der Waldstadt      | 2.000     |
| Würzburger Kickers        | Sportpark Heuchelhof             | 2.000     |
| SV Berghofen              | Aplerbecker Waldstadion          | 2.000     |
| FC Carl Zeiss Jena        | Ernst-Abbe-Sportfeld, Platz 3    | 1.500     |
| 1. FFC 08 Niederkirchen   | Rasenplatz am Sportgelände       | 1.000     |
| FC Ingolstadt 04          | Audi-Sportpark, Platz 5          | 500       |

## Modus und Einteilung
Die Saison wurde in zwei Staffeln gespielt, da es in der Vorsaison keine Absteiger gab. Die beiden Staffelsieger stiegen auf. Um schon in der folgenden Saison wieder eingleisig zu spielen, stiegen sechs Mannschaften direkt ab. Die beiden sechstplatzierten Teams ermittelten in zwei Relegationsspielen (Hin- und Rückspiel) einen weiteren siebten Absteiger.

## Tabelle

### Staffel Nord

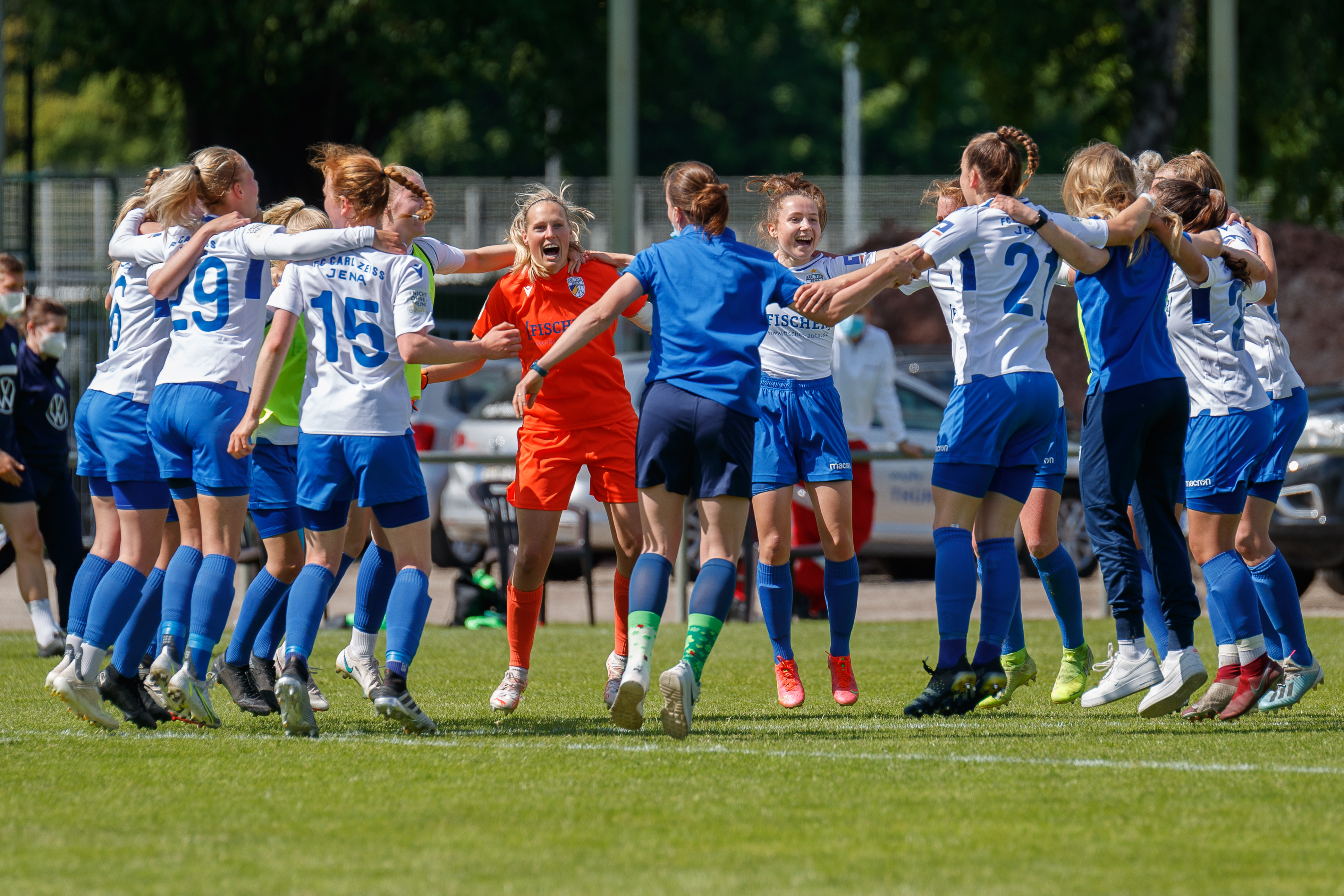
FC Carl Zeiss Jena bejubelt den Aufstieg

Vor der Saison zog der BV Cloppenburg nach einer Insolvenz seine Frauenmannschaft vom Spielbetrieb zurück und stand damit automatisch als erster Absteiger fest. Der FSV Gütersloh beantragte aus finanziellen Gründen keine Lizenz für die 1. Bundesliga.
| Pl.                             | Verein                    | Sp. | S  | U | N  | Tore    | Diff. | Punkte |
| ------------------------------- | ------------------------- | --- | -- | - | -- | ------- | ----- | ------ |
| 1.                              | FC Carl Zeiss Jena (A)    | 16  | 10 | 5 | 1  | 029:110 | +18   | 35     |
| 2.                              | FSV Gütersloh 2009        | 16  | 10 | 3 | 3  | 037:180 | +19   | 33     |
| 3.                              | RB Leipzig (N)            | 16  | 8  | 2 | 6  | 032:300 | +2    | 26     |
| 4.                              | Borussia Bocholt (N)      | 16  | 7  | 4 | 5  | 027:310 | −4    | 25     |
| 5.                              | VfL Wolfsburg II          | 16  | 6  | 4 | 6  | 026:190 | +7    | 22     |
| 6.                              | Borussia Mönchengladbach  | 16  | 6  | 3 | 7  | 022:240 | −2    | 21     |
| 7.                              | 1. FFC Turbine Potsdam II | 16  | 5  | 5 | 6  | 027:260 | +1    | 20     |
| 8.                              | Arminia Bielefeld         | 16  | 3  | 2 | 11 | 021:320 | −11   | 11     |
| 9.                              | SpVg Berghofen (N)        | 16  | 2  | 2 | 12 | 008:380 | −30   | 08     |
| Quelle: dfb.de, Stand: Endstand |                           |     |    |   |    |         |       |        |

| Zum Saisonende 2020/21:                                                                         |                                                |
| Aufstieg in die Frauen-Bundesliga 2021/22 Playoff gegen den Abstieg Abstieg in die Regionalliga |                                                |
|                                                                                                 |                                                |
| Zum Saisonende 2019/20:                                                                         |                                                |
| (A)                                                                                             | Absteiger aus der Frauen-Bundesliga 2019/20    |
| (N)                                                                                             | Aufsteiger aus den unteren Ligen der Vorsaison |

### Torschützenliste
| Pl. | Nat. | Spieler | Verein | Tore |
| --- | --- | --- | --- | ---- |
| 1   | Jordanien | Sarah Abu Sabbah | Borussia Mönchengladbach                                                                                           | 11   |
| 2   | Deutschland | Annalena Rieke | FSV Gütersloh 2009                                                                                                 | 10   |
| 3   | Deutschland | Sarah Grünheid | Arminia Bielefeld                                                                                                  | 9    |
| 4   | Deutschland Deutschland                                                                                         | Vanessa Fudalla Nelly Juckel | RB Leipzig FC Carl Zeiss Jena                                                                                      | 6    |
| 6   | Deutschland Vereinigte Staaten Deutschland Deutschland Deutschland Deutschland Deutschland Norwegen Deutschland | Romy Baraniak Christina Edwards Natasha Kowalski Christin Meyer Anja Mittag Marlene Müller Jolina Opladen Karina Sævik Rita Schumacher | VfL Wolfsburg II Borussia Bocholt VfL Wolfsburg II FC Carl Zeiss Jena RB Leipzig Borussia Bocholt VfL Wolfsburg II | 5    |

### Staffel Süd
Köln sicherte sich bereits nach 11 Spielen den Aufstieg, da die aufstiegsberechtigten Verfolger Andernach und Ingolstadt nicht für die erste Bundesliga meldeten.
| Pl.                             | Verein                      | Sp. | S  | U | N  | Tore    | Diff. | Punkte |
| ------------------------------- | --------------------------- | --- | -- | - | -- | ------- | ----- | ------ |
| 1.                              | 1. FC Köln (A)              | 16  | 15 | 1 | 0  | 049:100 | +39   | 46     |
| 2.                              | FC Bayern München II        | 16  | 8  | 3 | 5  | 030:200 | +10   | 27     |
| 3.                              | SG 99 Andernach             | 16  | 9  | 0 | 7  | 034:270 | +7    | 27     |
| 4.                              | FC Ingolstadt 04            | 16  | 7  | 5 | 4  | 030:240 | +6    | 26     |
| 5.                              | Eintracht Frankfurt II      | 16  | 8  | 1 | 7  | 030:220 | +8    | 25     |
| 6.                              | TSG 1899 Hoffenheim II      | 16  | 6  | 5 | 5  | 036:220 | +14   | 23     |
| 7.                              | 1. FC Saarbrücken           | 16  | 4  | 5 | 7  | 027:360 | −9    | 17     |
| 8.                              | Würzburger Kickers (N)      | 16  | 3  | 2 | 11 | 019:350 | −16   | 11     |
| 9.                              | 1. FFC 08 Niederkirchen (N) | 16  | 0  | 2 | 14 | 004:630 | −59   | 02     |
| Quelle: dfb.de, Stand: Endstand |                             |     |    |   |    |         |       |        |

| Zum Saisonende 2020/21:                                                                         |                                                |
| Aufstieg in die Frauen-Bundesliga 2021/22 Playoff gegen den Abstieg Abstieg in die Regionalliga |                                                |
|                                                                                                 |                                                |
| Saison 2019/20                                                                                  |                                                |
| (A)                                                                                             | Absteiger aus der Frauen-Bundesliga 2019/20    |
| (N)                                                                                             | Aufsteiger aus den unteren Ligen der Vorsaison |

### Torschützenliste
| Pl. | Nat.                          | Spieler                                   | Verein                                        | Tore |
| --- | ----------------------------- | ----------------------------------------- | --------------------------------------------- | ---- |
| 1   | Deutschland                   | Vanessa Leimenstoll                       | TSG 1899 Hoffenheim II                        | 14   |
| 2   | Deutschland Deutschland       | Mandy Islacker Ramona Maier               | 1. FC Köln FC Ingolstadt 04                   | 12   |
| 4   | Irland                        | Amber Barrett                             | 1. FC Köln                                    | 10   |
| 5   | Deutschland                   | Johanna Berg                              | Eintracht Frankfurt II                        | 9    |
| 6   | Israel Montenegro Deutschland | Sharon Beck Medina Dešić Antonia Hornberg | 1. FC Köln Würzburger Kickers SG 99 Andernach | 8    |
| 9   | Deutschland Deutschland       | Nadine Anstatt Annika Wohner              | 1. FC Saarbrücken FC Bayern München II        | 7    |

### Abstiegs-Play-offs
Die Play-offs um den Klassenerhalt wurden am 20. und 27. Juni 2021 ausgespielt.
|                          | Gesamt |                        | Hinspiel | Rückspiel |
| ------------------------ | ------ | ---------------------- | -------- | --------- |
| Borussia Mönchengladbach | 1:3    | TSG 1899 Hoffenheim II | 0:1      | 1:2       |